# Dobroslav Mrdak
Dobroslav "Miško" Mrdak (Bijelo Polje, FNR Jugoslavija, 1949 – Podgorica, Crna Gora, 11. mart 2009) bio je srpski slikar iz Crne Gore.

## Biografija
Školovao se na Akademiji likovnih umetnosti u Prištini gde je 1976. godine diplomirao na odseku slikarstvo. Kao dobitnik je stipendije iz Fonda “Moša Pijade” 1978. godine odlazi na studijski boravak u Pariz gde se ponovo vraća 1987. godine kao profesor po pozivu na Institutu “National de education Marly le Rois” predavajući crtanje i večernji akt.
Član je ULUCG-a od 1977. godine. a u periodu od 1989. do 1991. bio je predsjednik ULUCG i član predsjedništva Saveza likovnih umjetnika Jugoslavije. Pored slikarstva Dobroslav Miško Mrdak bavio se grafičkim dizajnom, skulpturom, likovnom kritikom i scenografijom.
Imao je dvadesetak i učestvovao na preko 120 kolektivnih izložbi.Laureat je brojnih važnih slikarskih priznanja, među kojima se izdvajaju nagrade "Petar Lubarda" i "Pivo Karamatijević".
Posljednju izložbu imao je u galeriji "Stari grad" u Kotoru. Predstavio je ciklus "Erotika", 21 crtež, rađen grafitnom olovkom. Ti Mrdakovi radovi čitaju se kao erotski posteri sa naglašenom asocijativnom notom na rukotvorine naših baka kojima su ukrašavale djevojačke škrinje.
Radio je od 1999. godine kao profesor na predmetima crtanje i večernji akt na Likovnoj akademiji u Trebinju.
Umro je 11.marta 2009. godine u Podgorici.